# 玫瑰
玫瑰是一种蔷薇科蔷薇属植物，其种加词“rugosa”意为“褶皱的”。古汉语中“玫瑰”一词原意指红色的美玉。在汉语使用区，同为蔷薇属的月季、香水月季等物种之衍生品种（尤其是作切花时）也常被称作“玫瑰”。花期一般5-6月。
本种原产东亚，分布于中国东北、日本、韩国和西伯利亚东南部，常生长在海滨地带，尤其是沙丘生境。中国的野外居群被列为濒危级国家二级保护植物，因其耐盐性被引入欧美作观赏植物栽培，现欧洲大部分地区以及美国和加拿大的部分地区有自然归化或入侵居群。

## 形态
玫瑰为落叶灌木，茎多皮刺，奇数羽状复叶，小叶5-9片，椭圆形，有边刺。花期5-6月，花瓣倒卵形，一般为单瓣，多为紫粉色，偶为白色或重瓣（人工栽培下更为多见）。果期8-9月，扁球形。

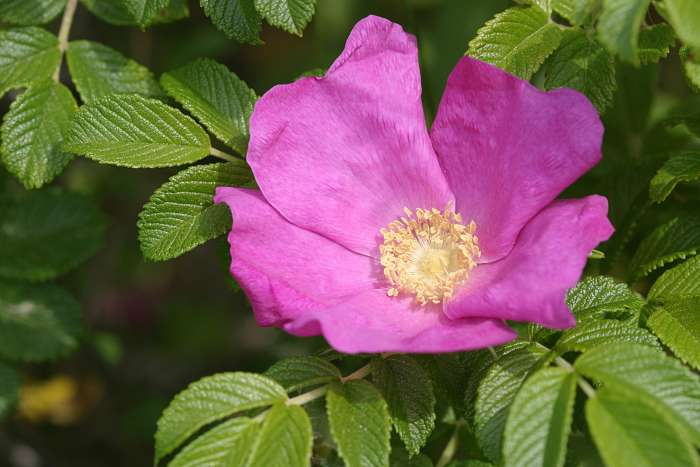
常见的玫瑰野生型，粉红色单层花瓣
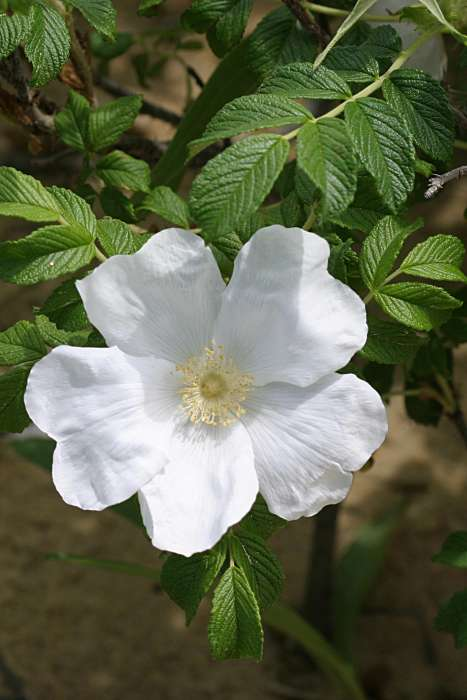
单瓣白花玫瑰（Rosa rugosa f. alba）
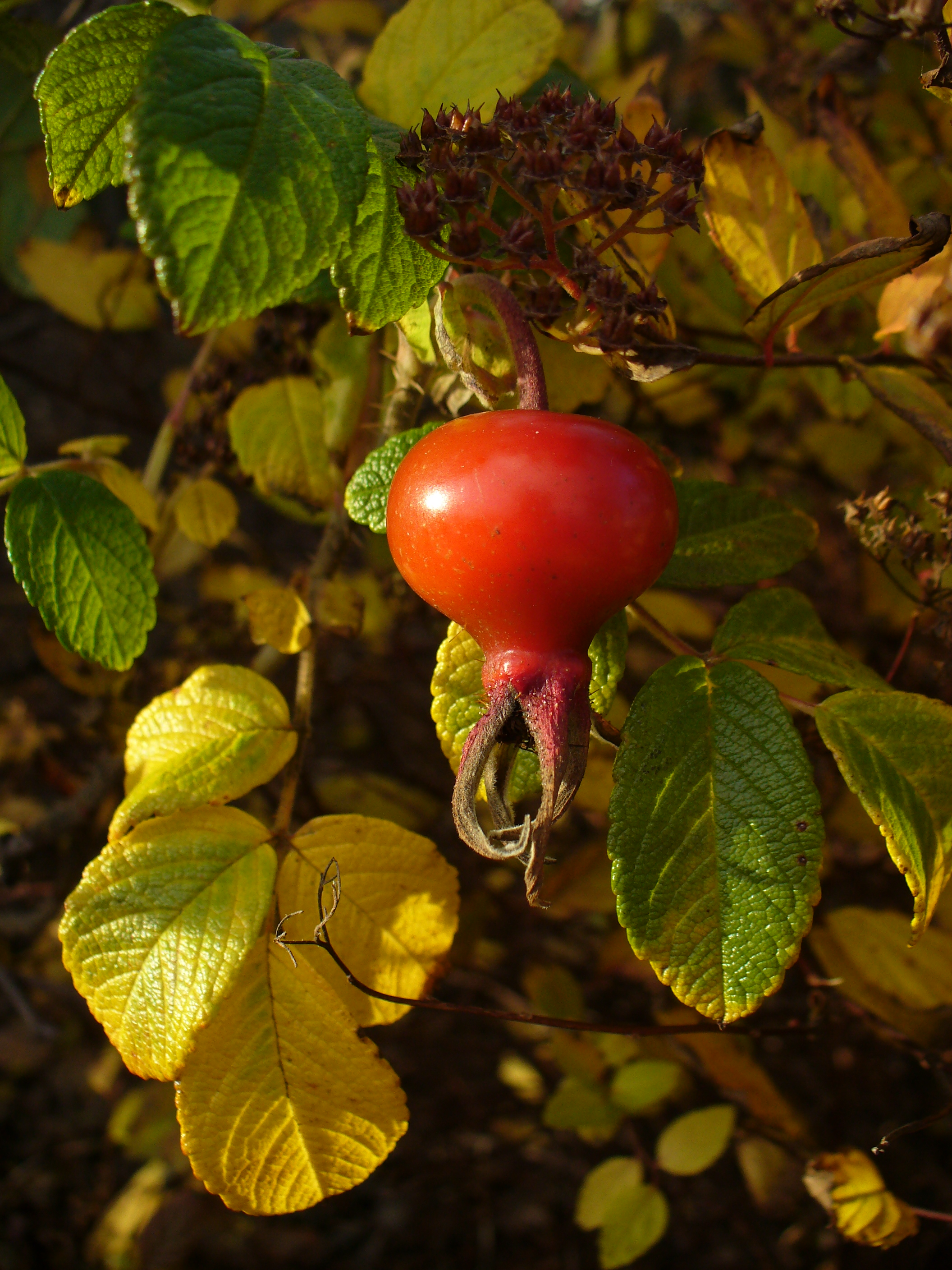
玫瑰的果实
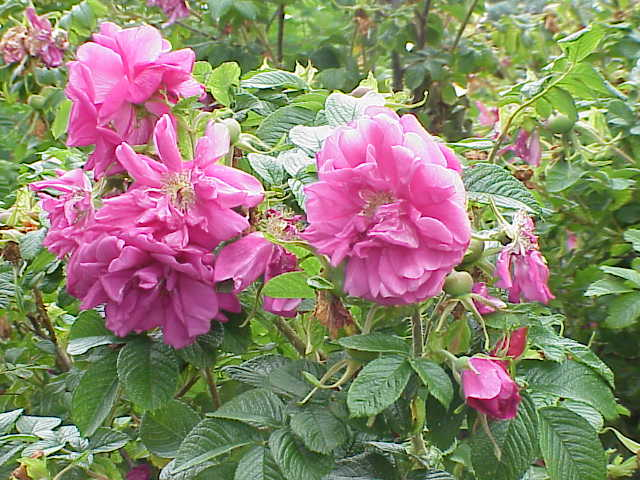
重瓣品种的玫瑰
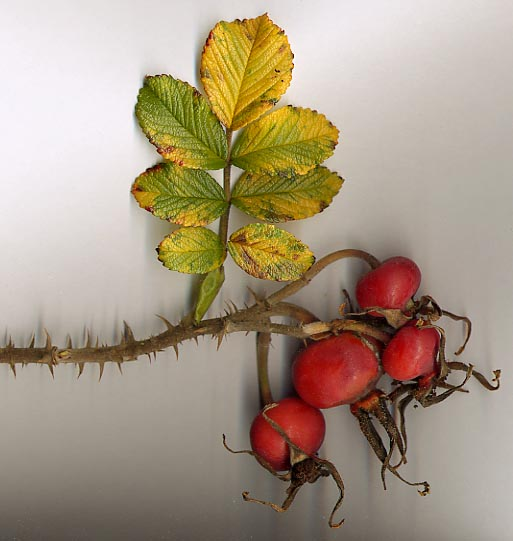
玫瑰果及其凋萎的叶片

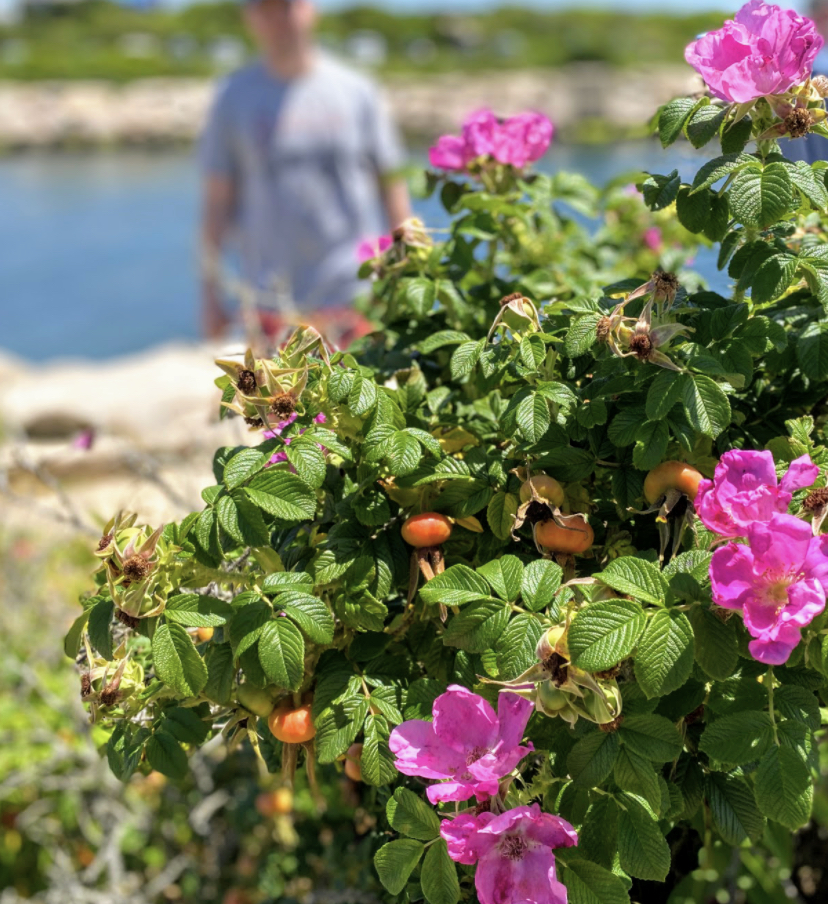
海边生长的玫瑰灌丛，兼具花果
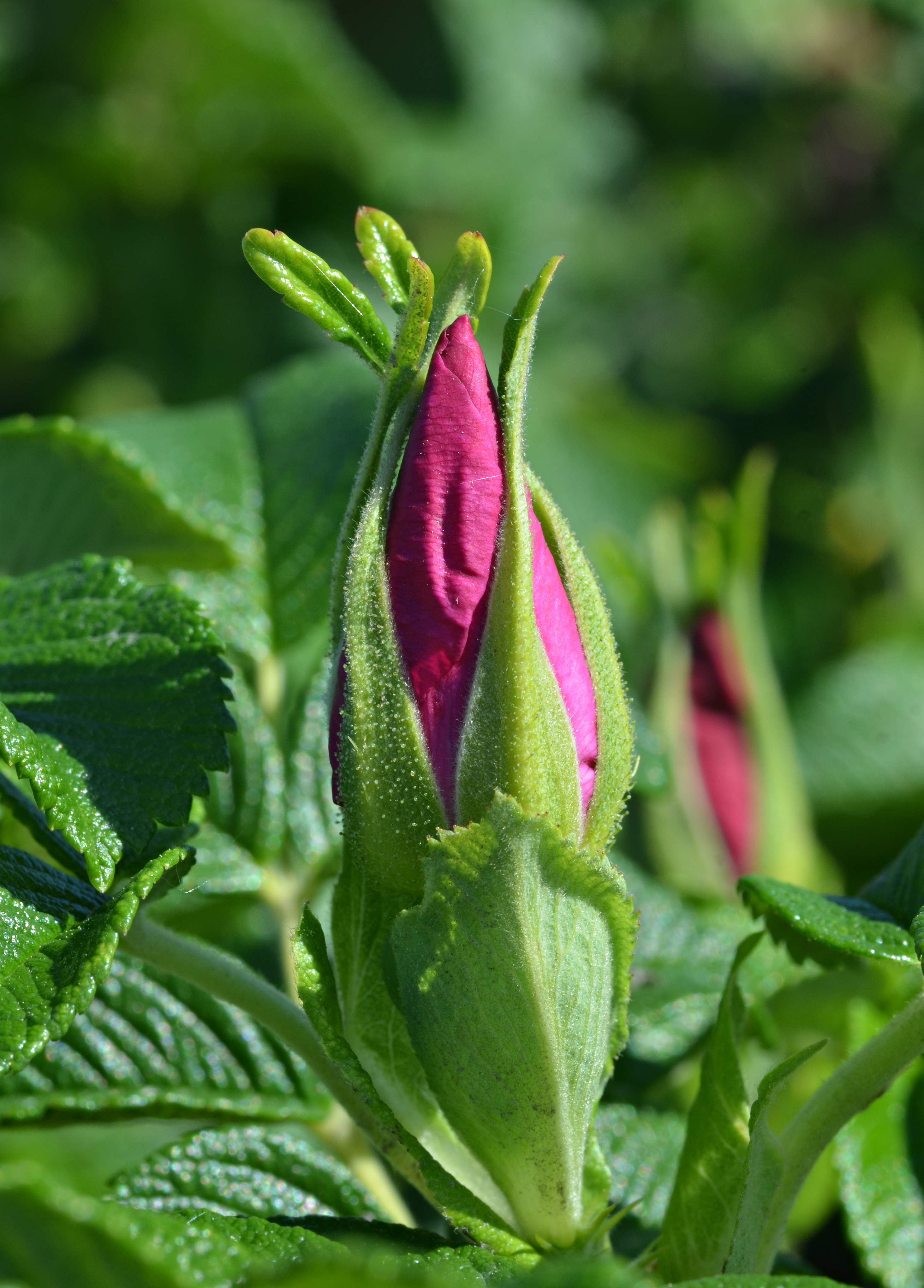
玫瑰花蕾

## “玫瑰”名称的使用

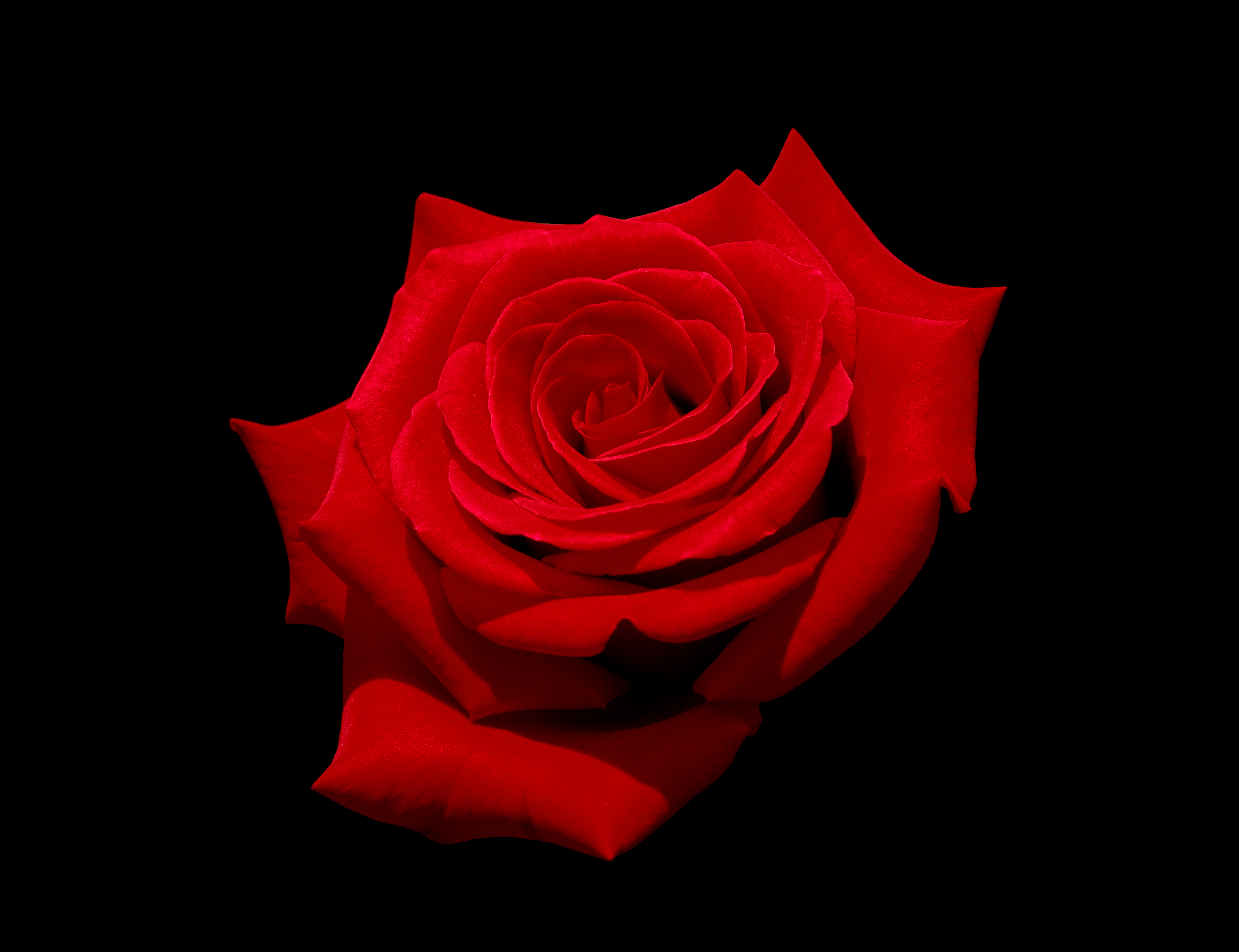
常作切花的红玫瑰实为一种杂交茶香月季

在现今的中文日常用语中，“玫瑰”已成為多種薔薇屬植物的误称或泛称，常用于指代众多品种的杂交蔷薇（亦稱杂交月季或杂交玫瑰），特別是常用于切花和园林观赏用植的月季和香水月季品种。在生物分类学以及多部中国古代典籍（如《广群芳谱》《花镜》《植物名实图考》）中，“玫瑰”都特指学名为Rosa rugosa 的物种，为该种的中文正式名。
玫瑰的花期较短，常为5-6月，其叶脉处明显呈棱状下凹，叶不反光质感稍粗糙，茎刺繁多密集且长短不一，花色除了紫红色系和偶见的白色外无更多变化。相比之下，许多杂交蔷薇都具有四季開花的特点，叶片深绿光洁，茎刺相对少且间距大，花色繁多，包括黄红色、淡紫色、绿色等玫瑰所不具有的色系，枝條主要向上生長，花或花序突出開放於植株顶部。玫瑰因枝條較為柔弱軟垂，多密刺，花期短的原因较少用於观赏品种育種，但抗病性和和耐寒性都更高。
在英语、法语、德语等欧洲诸语言中，所有蔷薇属植物都可用同一个词泛指，即“rose”可用于指代各种玫瑰、月季或蔷薇，因而许多由外文翻译来的中文文献中普遍存在“玫瑰”、“月季”、“蔷薇”混用的现象。

## 分布
原产东北亚地区，包括中国东北、华北、朝鲜半岛、日本和俄罗斯远东地区，中国境内原生于吉林东部（珲春）、辽宁、山东东北（烟台市）。多生于土壤沙质的靠海山坡，海岸边或离岸小岛上，分布海拔通常不高于100m。
尽管本种被人为广泛栽培，在中国的野生居群已被评估为“濒危”级国家二级保护植物。另外，欧洲及北美最初也因本种的观赏价值及耐盐性引入栽培，作为观赏用植，但目前已有野外归化或入侵居群，被列为欧洲DAISIE名录（Delivering Alien Invasive Species In Europe）中“最恶劣的百种”入侵植物之一。

## 用途

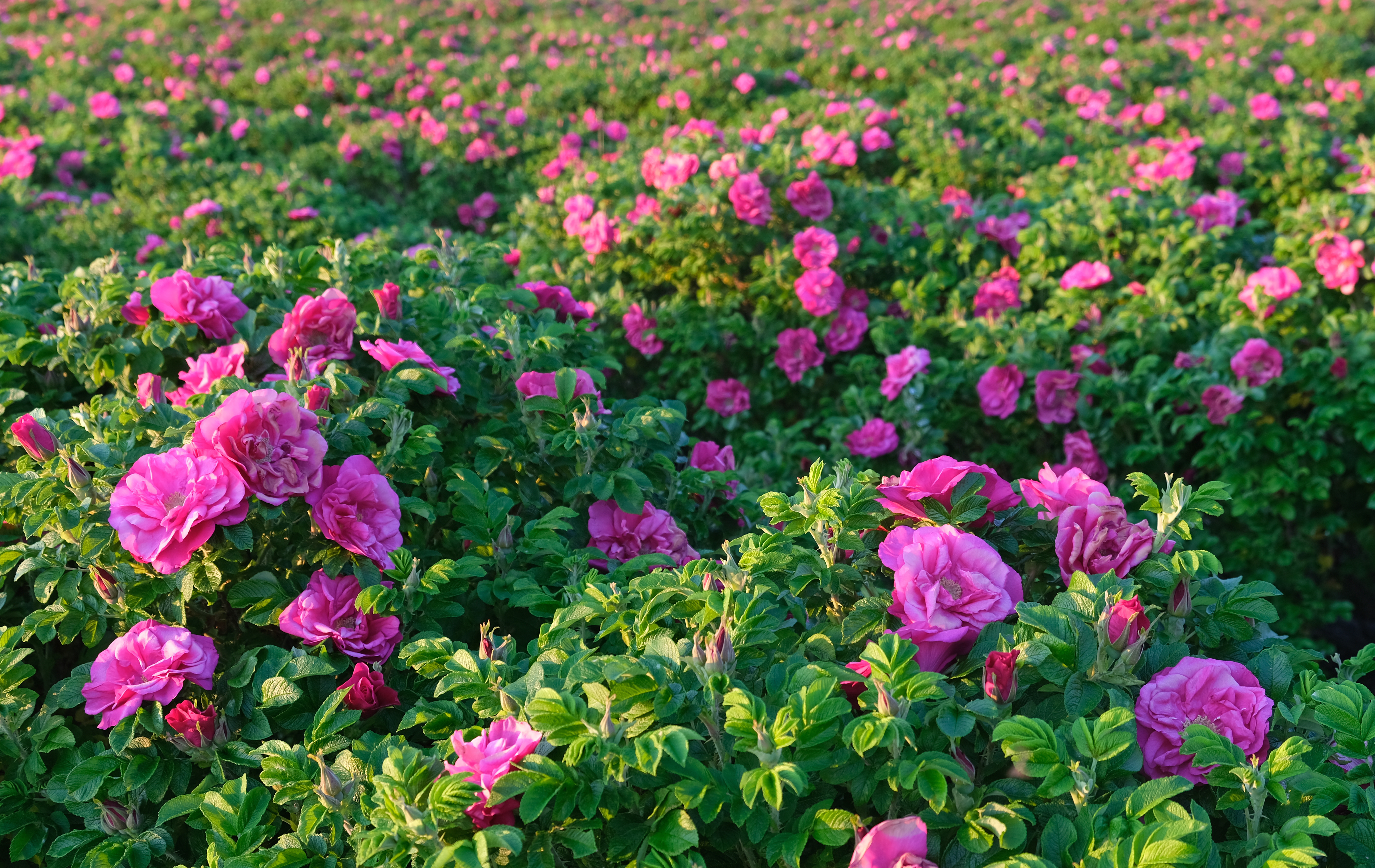
芬兰的种植玫瑰（Rosa rugosa）

本种一大重要用途为用鲜花蒸制、提炼芳香精油，颜色常为淡黄色，油的主要芳香成分来自香叶醇和左旋香茅醇，含量最高达千分之六，可用于食品及化妆品，制作玫瑰露、天然香精、香水等。用作该用途的植物有时为本种玫瑰（Rosa rugosa）的杂交种，例如中国甘肅永登县苦水镇所种植、作为精油原料的苦水玫瑰就是钝叶蔷薇（Rosa sertata）和本种玫瑰的杂交品系。
食用方面，玫瑰的花瓣可以制作糕饼馅、玫瑰酱、玫瑰酒、玫瑰糖浆，干燥后可以泡茶。中国的部分省分已制定食用玫瑰相關地方標準。例如山東平陰栽培的重瓣玫瑰Rosa rugosa cv. 'Plena'（又称平阴玫瑰）及具有其親源的品種群所產的玫瑰醬、玫瑰油等相關產品享有盛名，目前屬於具有國家標準GB/T 19696-2008的地理标志产品。此外，北京妙峰山、河北围场亦是著名的玫瑰产地。
世界各地傳統利用的“玫瑰”则基本为當地的原生薔薇屬物種，並不一定使用、种植东亚原产的本种玫瑰（Rosa rugosa）。在保加利亞、中东及德国，常用于提取精油的是突厥薔薇（R. × damascena）及其衍生品种（如R. damascena 'Trigintipetala'），也称“大马士革蔷薇”。法国等地常用的则为百叶蔷薇(R. × centifolia)。
玫瑰在東亞也作為藥用植物。玫瑰花在中国传统医学中被认为可止痛、止癢，也被认为可治療神經性胃炎、慢性胃炎、肝炎、受傷和血液疾病。根据《中國藥典》，玫瑰的干燥花蕾味甘、微苦，性温。归肝、脾经。可行气解鬱，和血，止痛。可用于肝胃气痛，食少呕噁，月经不调，跌扑伤痛。但其未出現於食品相關名錄中，例如既是食品又是药品的物品名单因此在作為食品的情況，法規上可能僅限於具有玫瑰食品地方標準的地區，但重瓣玫瑰（Rose rugosa cv. Plena）已經2010年第3號公告作為普通食品生產經營。

## 常見病蟲害
病害：黑點病、白粉病、枯枝病、銹病。
蟲害：毛蟲、紅蜘蛛、蚜蟲、捲葉蜂、牧草蟲、天牛、椿象、葉螨、粉蝨、薊馬、介殼蟲、金龜子。

## 延伸阅读
[在维基数据编辑]
 《欽定古今圖書集成·博物彙編·草木典·玫瑰部》，出自陈梦雷《古今圖書集成》
 《植物名實圖考·玫瑰》，出自吳其濬《植物名實圖考》